# Панчево (Бугарска)
Панчево је село у јужној Бугарској. Налази се у општини Крџали, Крџалијска област.